# Chelidonium optimum
Chelidonium optimum är en skalbaggsart som först beskrevs av Bates 1879.  Chelidonium optimum ingår i släktet Chelidonium och familjen långhorningar.
Artens utbredningsområde är Laos. Inga underarter finns listade i Catalogue of Life.